# The Romans in Britain
The Romans in Britain è un'opera teatrale del drammaturgo britannico Howard Brenton, debuttata al Royal National Theatre di Londra nel 1980.

## Trama
Il dramma traccia parallelismi tra le spedizioni cesariane in Britannia, l'invasione anglosassone della Britannia ed il conflitto nordirlandese, evidenziando il tema dell'imperialismo e dell'abuso di potere da parte dei militari.

## Produzioni
La produzione originale di The Romans in Britain debuttò nella sala Olivier del Royal National Theatre di Londra il 16 ottobre 1980. Il dramma, diretto da Michael Bogdanov, si avvaleva di un cast composto da: Michael Bryant (Cesare), Greg Hicks (Marban), Robert Oates, Peter Sproule, Robert Ralph, Michael Fanner, Roger Gartland e Stephen Moore.
Nel 2006 Samuel West ha diretto una nuova produzione dell'opera in scena al Crucible Theatre di Sheffield con Dan Stevens nel ruolo di Marban.

## Lo scandalo
Nel 1982 l'attivista inglese Mary Whitehouse feca causa al regista Michael Bogdanov per aver esposto il pubblico di The Romans in Britain a scene indecenti. Nel primo atto del dramma un soldato romano stupra un giovane druido: non solo la scene fece scalpore per aver messo sotto gli occhi di tutti una violenza sessuale, ma anche perché il rapporto forzato era consumato da due uomini. Il druido, interpretato da Greg Hicks, era completamente nudo, ma ciò che suscitò l'indignata reazione della Whitehouse riguardava l'attore che interpretava l'assalitore romano, Peter Sproule; assistendo a una replica dal fondo della platea Graham Ross-Cornes, avvocato della signora Whitehouse, credette di vedere il pene eretto di Sproule e ciò fu sufficiente per intentare un'accusa per atti indecenti. Lord Hutchinson, avvocato della difesa, riuscì a dimostrare che non si trattava del pene turgido di Sproule, bensì un dito della mano che l'attore si portava alla cintura per slacciarla e poter così mettere in scena lo stupro. Mary Whitehouse fu costretta a ritirare le accusa e a pagare un'ammenda di 14,000 £.
Nel 2005 il drammaturgo Mark Lawson ha scritto la commedia radiofonica The Third Soldier Holds His Thighs, incentrata sul processo Whitehouse, e trasmessa dalla BBC Radio 4.